# 艾殊利·韋斯活
艾殊利·萊·韋斯活（英語：Ashley Roy Westwood，1990年4月1日—）是一名英格蘭足球運動員，司職中場，亦可擔任右閘，出身克魯青訓系統，現效力於美國職業足球大聯盟球會夏洛特FC。

## 生平

### 球會
克魯
韋斯活在柴郡的南特威奇（Nantwich）出生，於克魯足球學校展開足球事業，在2008年4月簽署首份職業球員合約，同期隊友有卢克·丹维尔（Luke Danville）、克里斯·克莱门茨（Chris Clements）、约什·汤普森（Josh Thompson）、杰伊·利奇-史密斯（Jay "AJ" Leitch-Smith）和卢克·墨菲（Luke Murphy）。一年後韋斯活獲得首秀機會，於英甲聯賽在主場負於米禾爾的下半場以後補身份登場；他於同季0-0賽和史雲頓再獲派上陣，但「鐵路工人」（The Railwaymen）於球季結束後降班英乙。
翌季韋斯活成功晉身一隊，整季上陣38場及取得6個入球，首球來自作客3-2擊敗車士打菲特。
同季韋斯活亦首次領得紅牌，在主場0-1負於諾士郡，完場前他遭前克魯球員卢克·罗杰斯（Luke Rodgers）攻擊而報復，雙雙被球證驅逐離場。由於表現出色，這名年青中場獲克魯管理層賞識，於12月提供兩年新約，而他更獲選為球會年度最佳青年球員。
2010/11年球季韋斯活為克魯上陣46場及再射入6球，包括主場3-3賽和托基聯一仗梅開二度。於連場出色的表現後，他於季中與球會簽署新約留隊至2014年。在2011/12年克魯成功透過附加賽升班重返英甲，韋斯活整季連同附加賽上陣47場及射入3球。雖然渡過一個成功的球季，但他在季中的英格蘭足總盃主場對高車士打時，因雙腳飛踢對手而被逐離場，吃下個人職業生涯的第二面紅牌，更使原本一球領先的克魯在少踢一人的情況下，最終負1-4被淘汰出局。
2012年夏季克魯放棄原本擔任隊長的大卫·阿特尔（David Artell），時任領隊史提夫·戴維斯（Steve Davis）將隊長臂章給予韋斯活。於新球季展開不久，傳聞這名年青的中場球員將會轉投英超的史雲斯。
阿士東維拉
雖然盛傳韋斯活即將轉會加盟史雲斯，由於這支南威爾斯球會的出價未達「鐵路工人」的要求而拉倒。當轉會商討遇上絆腳石，阿士東維拉快刀斬亂麻，於2012年夏季轉會窗關閉日成功羅致韋斯活，他與這支以伯明翰為基地的老牌球會簽訂四年合約，轉會費估計約為200萬英鎊。
2012年9月15日韋斯活首次在英超登場，於主場2-0擊敗史雲斯的下半場後備入替。韋斯活在11月3日作客1-0擊敗新特蘭首次正選上陣，他在中場與的合作獲得稱讚。

## 比賽風格
韋斯活主要擔任在中場逗後的派牌角色，但他亦勝任進攻中場或右閘的位置，於轉投阿士東維拉後，他自比踢法類似曼聯的，並補充他是『一名踢法不求亮麗，只耍簡單直接，控球在腳並可以成功傳交予隊友的球員』。

## 外部連結
- 足球数据库：艾殊利·韋斯活的球员统计数据